# Sandali episcopali

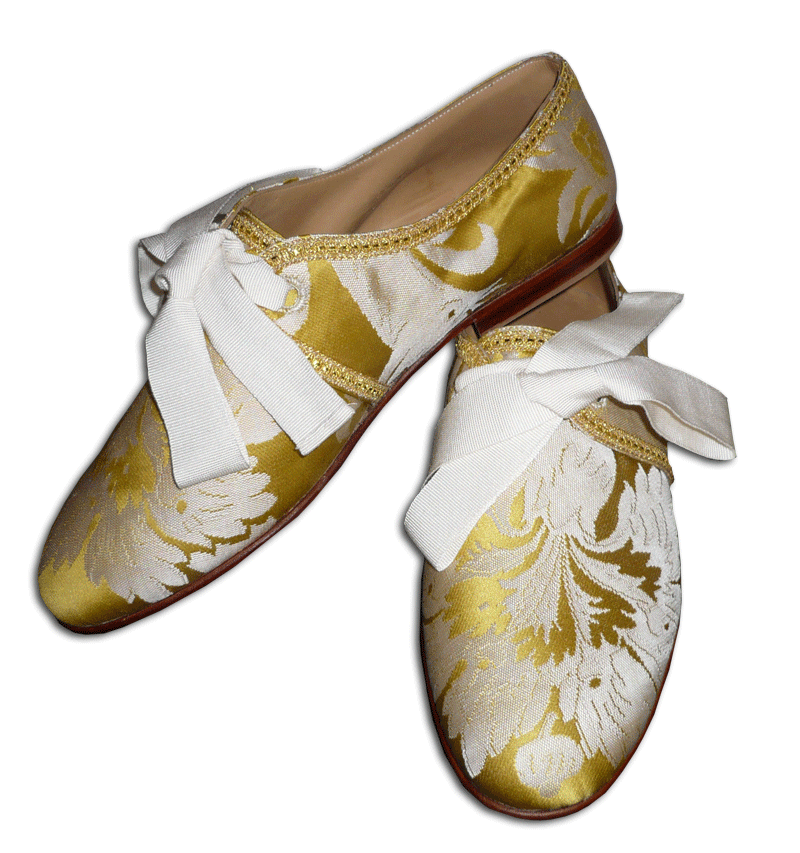
Sandali pontifici color oro

I sandali episcopali, talvolta noti come sandali pontifici, sono un paramento liturgico indossato dai vescovi durante le celebrazioni liturgiche nella messa pontificale tridentina.
Come forma, i sandali episcopali assomigliano più a pantofole che a dei veri e propri sandali. Le caligae, di tradizione romana antica, erano indossate dai vescovi come sandali episcopali sino al XVI secolo. I sandali episcopali erano corrispondenti al colore liturgico in uso durante la messa.
Dopo il Concilio Vaticano II, i sandali episcopali sono caduti in disuso e non vengono più menzionati come parte del corredo di abiti liturgici in uso nella messa postconciliare. Essi sono presenti ad oggi unicamente nella messa pontificale.
I sandali episcopali non devono essere confusi con le pantofole papali in velluto, in uso ai pontefici, di colore rosso indipendentemente dal periodo liturgico, come pure non devono confondersi con la loro controparte per l'esterno, le scarpe pontificie.

## Storia

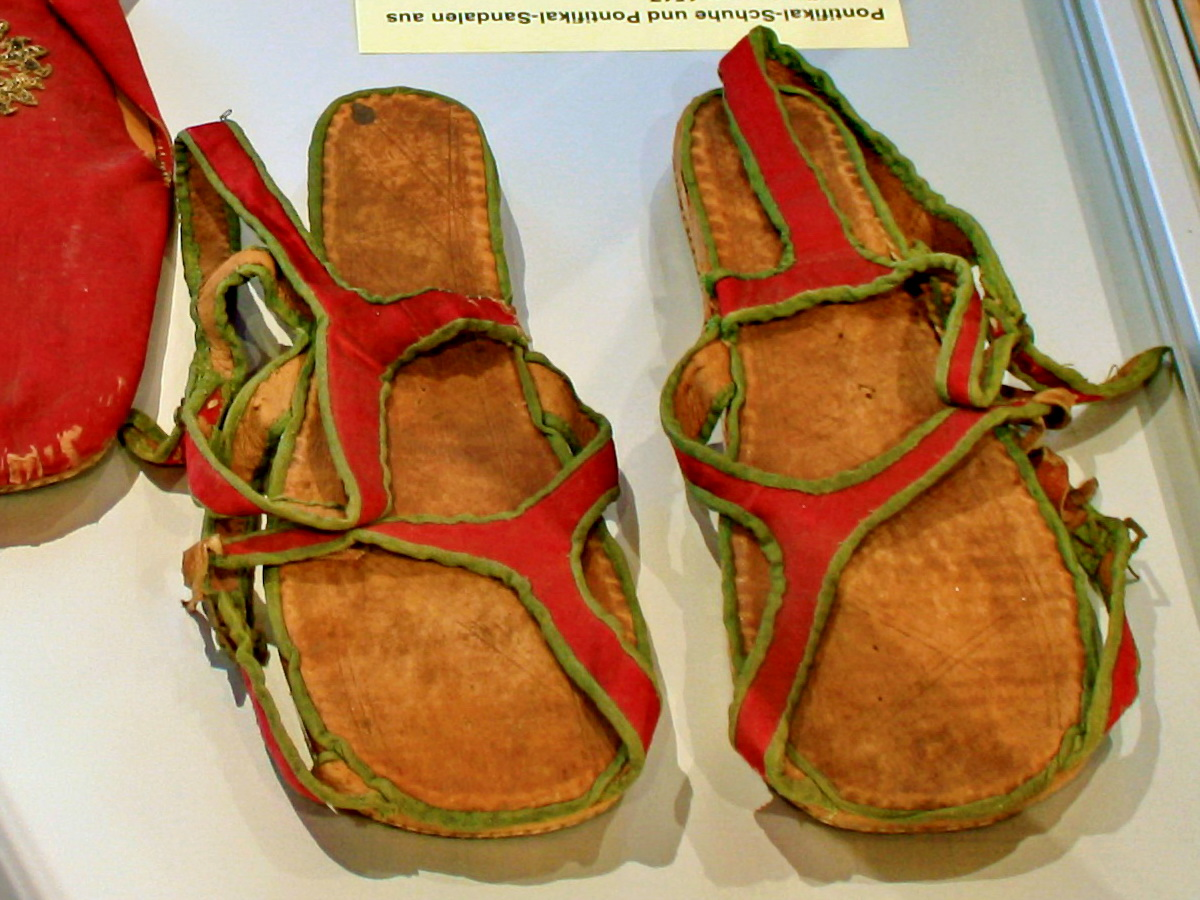
Sandali episcopali, c. 1517 (Stadtmuseum, Rapperswil-Jona, ex monastero premonstratense di Rüti, Zurigo)

Sadali e calzature erano in uso tra i paramenti liturgici già tra V e VI secolo. Originariamente queste calzature erano del tipo campagi o udones. Ottennero il nome di sandalia nel corso dell'VIII e IX secolo nell'Italia settentrionale, mentre nel X secolo entrarono in uso le caligæ, più simili all'idea di sandalo moderno. Per quanto riguarda la forma e il materiale originario dei campagi, questi erano dei sandali che coprivano solo la parte finale e il calcagno del piede e dovevano essere legati per poter essere allacciati; erano realizzati in cuoio dipinto di nero. Le calze che si accompagnavano ad essi erano realizzate in lino ed erano di colore bianco. 
Durante il primo periodo d'uso dei campagi e degli udones, essi non erano un'esclusiva degli abiti episcopali, ma erano indossati anche dai diaconi e da persone laiche di un certo rango, come probabile rimando alle calzature indossate dagli antichi senatori romani. Il loro uso divenne ben presto, però, esclusivo dell'alto clero, in particolare durante la celebrazione delle messe. Durante l'VIII e il IX secolo anche i suddiaconi e gli accoliti romani iniziarono ad indossare particolari calzature per distinguere il loro rango, i cosiddetti subtalares, che, ad ogni modo, erano una forma più semplice di campagi, senza legacci. 
I sandali divennero esclusivi del vestiario episcopale a partire dal X secolo. Essi vennero abbandonati dai cardinali di curia romani tra XII e XIII secolo. Il primo privilegio di utilizzo di sandali e caligæ conosciuto venne garantito ad un abate da parte di papa Stefano III nel 757. Questo era un caso isolato per l'epoca, mentre divenne costume comune a partire dall'ultimo quarto del X secolo e sino alla metà del XII secolo per gli abati. I sandali episcopali, propriamente riadattati più a forma di pantofole che di veri e propri sandali, vennero recuperati nei secoli per la celebrazione della messa, cambiando colore a seconda del periodo liturgico dell'anno. 
Essi sono caduti in disuso dopo il Concilio Vaticano II.

## Forma e uso

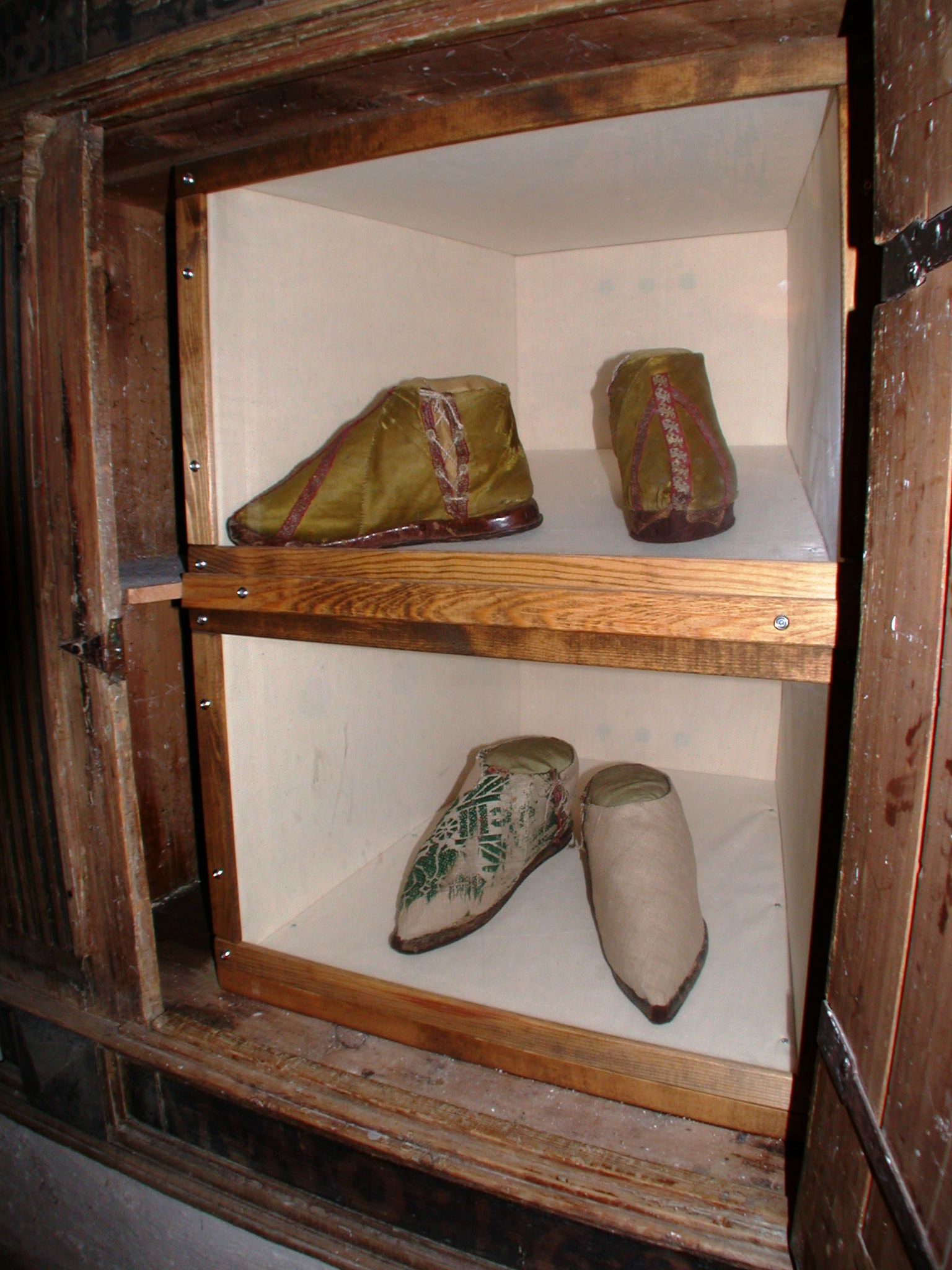
Sandali episcopali presso la cattedrale di Strängnäs, in Svezia

A differenza degli antichi sandali, che erano composti solamente da una suola legata al piede da dei lacci, i sandali episcopali avevano la forma di scarpe basse, più simili alle moderne pantofole. La suola era realizzata in cuoio; la parte superiore, generalmente ornata con ricami, era in seta o velluto. I sandali non avevano una croce sulla parte superiore, come per quelli di esclusivo appannaggio pontificio. Il privilegio di indossare i sandali e le caligæ (calze liturgiche) apparteneva esclusivamente ai vescovi. Essi potevano essere indossati dagli abati e da altri prelati solo per particolare privilegio papale e non al di fuori delle circostanze stabilite. Ad ogni modo, anche questi erano utilizzati unicamente per i pontificali solenni o per le ordinazioni, ma non in occasioni come ad esempio le cresime o i vespri solenni. Essi erano propriamente parte degli abiti liturgici utilizzati durante la messa. Il loro colore mutava, infatti, a seconda del colore liturgico, come del resto quello delle calze.
Lo stile di decorazione dei sandali episcopali dipendeva dal rango del prelato che li indossava:
- I cardinali, i vescovi ed i protonotari apostolici "partecipanti" utilizzavano sandali con galloni e ricami in oro;
- I protonotari "soprannumerari" utilizzavano sandali con galloni d'oro ma senza ricami;
- I protonotari "ad instar participantium" utilizzavano sandali con galloni gialli senza ricami.

Sandali e calze erano propri del rito latino e di alcuni riti orientali (ad esempio quelli delle chiese ortodosse).

## Sviluppo della forma
I sandali episcopali mantennero inalterata la loro forma originale sino al X secolo. I lacci vennero rimpiazzati da tre o cinque linguette di pelle sino alla caviglia. Nel XII secolo queste stringhe vennero gradualmente accorciate. Nel XIII secolo i sandali erano ormai simili a delle scarpe, senza lacci, che li rendevano più semplici da calzare. Nel XVI secolo vi fu un ritorno ai sandali primitivi, con una copertura essenziale del piede come dei veri e propri sandali. Il materiale con cui i sandali episcopali erano realizzati fu, sino al XIII secolo, esclusivamente il cuoio, ma poi iniziarono ad essere coperti di seta. Dal tardo medioevo, la parte superiore dei sandali venne realizzata non più in cuoio, bensì in seta, velluto o altri tessuti come il broccato. Nel Quattrocento comparvero i primi sandali episcopali con croce sul fronte, in deroga all'esclusiva pontificia.

## Calze liturgiche
Ai sandali si accompagnavano spesso delle calze liturgiche utilizzate dai vescovi sopra le loro calze personali e sotto i sandali episcopali. Queste si adattavano al colore liturgico previsto durante i periodi dell'anno, ad eccezione del colore nero.
Le calze liturgiche non conobbero un particolare sviluppo nel corso della storia degli abiti liturgici. Nel tardo medioevo erano, di regola, realizzate in seta. Le prime regole stabilite affinché le calze in seta seguissero il colore liturgico vennero emanate a Roma non prima del XIV secolo. Come per i sandali episcopali, anche l'uso liturgico di calze specifiche è andato decadendo dopo il Concilio Vaticano II.